# Porsche Grand Prix 1984
Porsche Grand Prix 1984 — жіночий тенісний турнір, що проходив на відкритих кортах з твердим покриттям у Фільдерштадті (Західна Німеччина). Належав до Світової чемпіонської серії Вірджинії Слімс 1984. Відбувсь усьоме і тривав з 15 жовтня до 21 жовтня 1984 року. Несіяна Катаріна Ліндквіст здобула титул в одиночному розряді.

## Фінальна частина

### Одиночний розряд
Катаріна Ліндквіст —  Штеффі Граф 6–1, 6–4
- Для Ліндквіст це був 2-й титул за сезон і за кар'єру.

### Парний розряд
Клаудія Коде-Кільш /  Гелена Сукова —  Беттіна Бюнге /  Ева Пфафф 6–2, 4–6, 6–3
- Для Коде-Кільш це був 4-й титул за сезон і 10-й — за кар'єру. Для Сукової це був 3-й титул за сезон і 4-й — за кар'єру.